# Periplaneta brunnea
Periplaneta brunnea är en kackerlacksart som beskrevs av Hermann Burmeister 1838. Periplaneta brunnea ingår i släktet Periplaneta och familjen storkackerlackor. Arten är reproducerande i Sverige. Inga underarter finns listade i Catalogue of Life.